# Impacto del cristianismo en la civilización

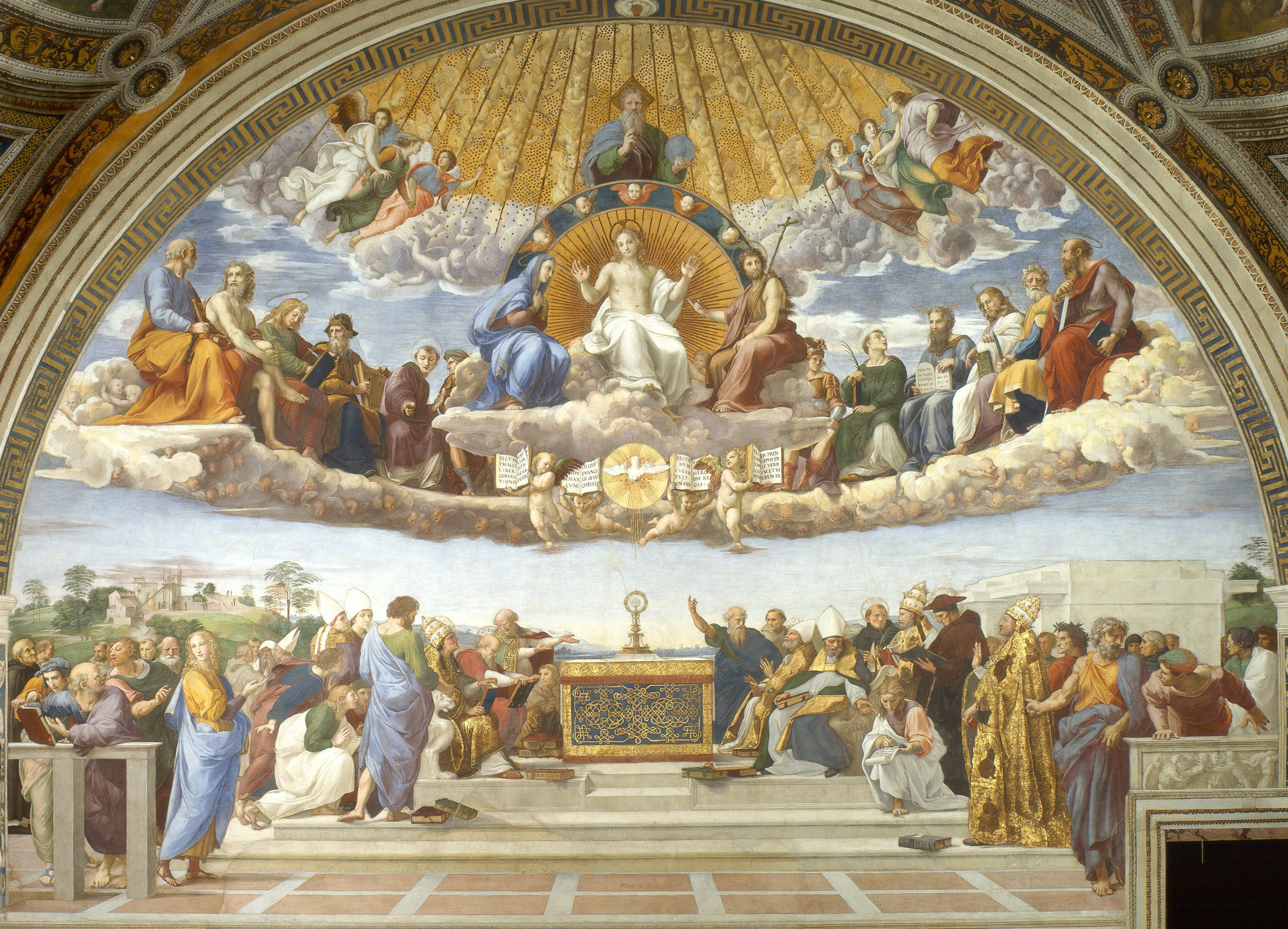
Disputa del Santísimo Sacramento por el artista renacentista italiano Rafael, 1509-10

El cristianismo se ha entrelazado intrincadamente con la historia y la formación de la sociedad occidental. A lo largo de su historia, la Iglesia ha sido una fuente importante de servicios sociales como la escolarización y la atención médica; una inspiración para el arte, la cultura y la filosofía; y un actor influyente en la política. De varias maneras ha buscado afectar las actitudes occidentales hacia el vicio y la virtud en diversos campos. Conmemoraciones como la Pascua y la Navidad están marcados como días festivos; el Calendario gregoriano ha sido adoptado internacionalmente como el calendario civil; y el calendario mismo se mide desde la fecha del nacimiento de Jesús.
La influencia cultural de la Iglesia ha sido muy grande. Los eruditos de la iglesia preservaron la alfabetización en Europa Occidental después de la Caída del Imperio Romano Occidental. Durante la Edad Media, la Iglesia se levantó para reemplazar al Imperio romano como la fuerza unificadora en Europa. Las catedrales medievales siguen estando entre las hazañas arquitectónicas más icónicas producidas por la civilización occidental. Muchas de las universidades de Europa también fueron fundadas por la iglesia en ese momento. Muchos historiadores afirman que las universidades y las escuelas catedralicias fueron una continuación del interés por el aprendizaje promovido por los monasterios. La universidad es generalmente considerada como una institución que tiene su origen en el medio cristiano medieval, nacida de las escuelas catedralicias. La Reforma puso fin a la unidad religiosa en Occidente, pero las obras maestras del Renacimiento producidas por artistas católicos como Miguel Ángel, Leonardo da Vinci y Rafael siguen estando entre las obras de arte más célebres jamás producidas. Del mismo modo, la música sacra cristiana de compositores como Pachelbel, Vivaldi, Bach, Handel, Mozart, Haydn, Beethoven, Mendelssohn, Liszt y Verdi se encuentra entre la música clásica más admirada del canon occidental.
La Biblia y la teología cristiana también han influido fuertemente en los filósofos y activistas políticos occidentales. Las enseñanzas de Jesús, como la Parábola del buen samaritano, se encuentran entre las fuentes más importantes de las nociones modernas de los derechos humanos y el bienestar que comúnmente brindan los gobiernos de Occidente. Las enseñanzas cristianas de larga data sobre la sexualidad, el matrimonio y la vida familiar también han sido influyentes y controvertidas en los últimos tiempos. El cristianismo desempeñó un papel en el fin de prácticas como el sacrificio humano, el infanticidio y la poligamia. : 309 El cristianismo en general afectó positivamente el estatus de la mujer al condenar la infidelidad conyugal, el divorcio, el incesto, la poligamia, el control de la natalidad, el infanticidio (las niñas eran lamentablemente más propensas a ser asesinadas) y el aborto. : 104 Mientras que la enseñanza oficial de la Iglesia: 61 considera que las mujeres y los hombres son complementarios (iguales y diferentes), algunas "defensoras de la ordenación de mujeres y otras feministas" modernas argumentan que las enseñanzas atribuidas a San Pablo, las de los Padres de la Iglesia y los teólogos escolásticos promovieron la noción de una ordenación divina inferioridad femenina ordenada. Sin embargo, las mujeres han desempeñado un papel destacado en la historia occidental a través de la iglesia y como parte de ella, particularmente en la educación y la atención médica, pero también como teólogas y místicas influyentes.
Los cristianos han hecho contribuciones al progreso humano en una amplia y diversa gama de campos, tanto históricamente como en los tiempos modernos, incluyendo la ciencia y la tecnología, medicina, bellas artes y arquitectura, política, literatura, música, filantropía, filosofía, : 15 ética, teatro y negocios. Según 100 Years of Nobel Prizes, una revisión de los premios Nobel otorgados entre 1901 y 2000 revela que el 65,4% de los premios Nobel han identificado el cristianismo en sus diversas formas como su preferencia religiosa. Los cristianos orientales (particularmente los cristianos nestorianos) también han contribuido a la civilización árabe islámica durante los períodos omeya y abasí al traducir obras de filósofos griegos al siríaco y luego al árabe. También se destacaron en filosofía, ciencia, teología y medicina.
Las críticas comunes al cristianismo incluyen la opresión de la mujer, la condena de la homosexualidad, el colonialismo y varios otros casos de violencia. Las ideas cristianas se han utilizado tanto para apoyar como para acabar con la esclavitud como institución. Las críticas al cristianismo provienen de diferentes grupos religiosos y no religiosos de todo el mundo, algunos de los cuales eran cristianos.

## Política y derecho

### De la persecución temprana a la religión del estado

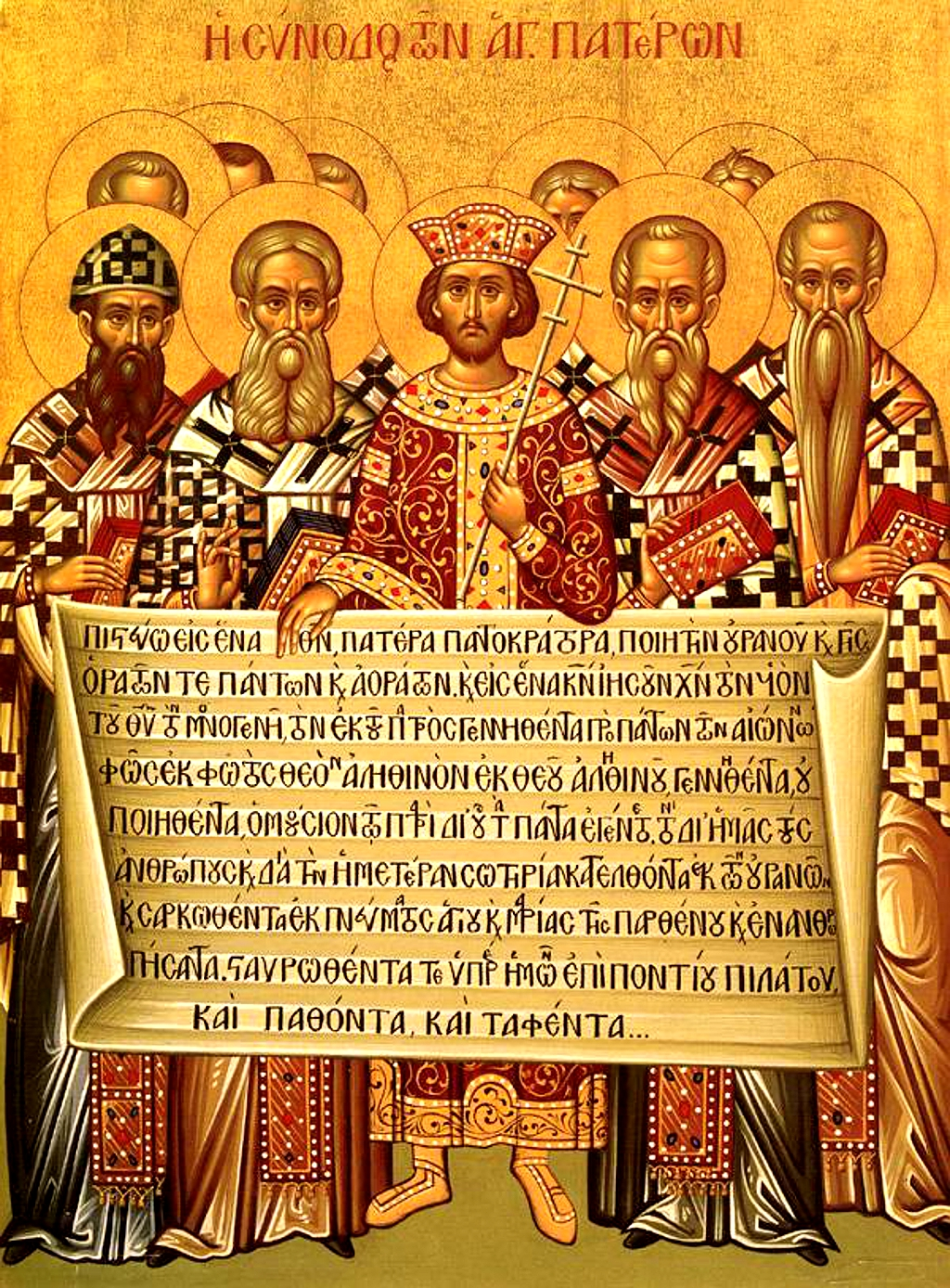
Ícono que representa al emperador romano Constantino (centro) y los obispos del Primer Concilio de Nicea (325) sosteniendo el Credo Niceno-Constantinopolitano de 381.

El fundamento del derecho canónico se encuentra en sus primeros textos y su interpretación en los escritos de los padres de la iglesia. El cristianismo comenzó como una secta judía a mediados del siglo I, surgida de la vida y las enseñanzas de Jesús de Nazaret. La vida de Jesús se narra en el Nuevo Testamento de la Biblia, uno de los textos fundamentales de la civilización occidental e inspiración para innumerables obras de arte occidental. El nacimiento de Jesús se conmemora en la fiesta de Navidad, su muerte durante el Triduo Pascual y su resurrección durante la Pascua. La Navidad y la Pascua siguen siendo días festivos en muchas naciones occidentales.
Jesús aprendió los textos de la Biblia hebrea, con sus Diez Mandamientos (que luego se volvieron influyentes en la ley occidental[cita requerida]) y se convirtió en un influyente predicador errante. Era un narrador persuasivo de parábolas y un filósofo moral que instó a sus seguidores a adorar a Dios, actuar sin violencia ni prejuicios y cuidar a los enfermos, hambrientos y pobres. Estas enseñanzas influyeron profundamente en la cultura occidental. Jesús criticó la hipocresía del establecimiento religioso, lo que provocó la ira de las autoridades, quienes persuadieron al gobernador romano de la provincia de Judea, Poncio Pilato, para que lo ejecutara. El Talmud dice que Jesús fue ejecutado por hechicería y por inducir al pueblo a la apostasía. En Jerusalén, alrededor del año 30 dC, Jesús fue crucificado.
Los primeros seguidores de Jesús, incluidos los santos Pablo y Pedro, llevaron esta nueva teología sobre Jesús y su ética por todo el Imperio Romano y más allá, sembrando las semillas para el desarrollo de la Iglesia católica, de la cual San Pedro es considerado el primer Papa. Los cristianos a veces enfrentaron persecuciónes durante estos primeros siglos, particularmente por negarse a unirse para adorar a los emperadores. Sin embargo, llevado a través de las sinagogas, comerciantes y misioneros de todo el mundo conocido, el cristianismo creció rápidamente en tamaño e influencia. Su atractivo único fue en parte el resultado de sus valores y ética.

#### El valor humano como fundamento del derecho
Las primeras civilizaciones del mundo fueron estados sagrados mesopotámicos gobernados en nombre de una divinidad o por gobernantes que eran vistos como divinos. Los gobernantes y los sacerdotes, soldados y burócratas que hacían su voluntad eran una pequeña minoría que conservaba el poder explotando a la mayoría.

Si volvemos a las raíces de nuestra tradición occidental, encontramos que en la época griega y romana no toda la vida humana se consideraba inviolable y digna de protección. Los esclavos y los 'bárbaros' no tenían pleno derecho a la vida y los sacrificios humanos y el combate de gladiadores eran aceptables... La ley espartana requería que los niños deformes fueran ejecutados; para Platón, el infanticidio es una de las instituciones regulares del Estado ideal; Aristóteles considera el aborto como una opción deseable; y el filósofo estoico Séneca escribe sin disculparse: "Destruimos la progenie no natural; ahogamos incluso a los niños que al nacer son débiles y anormales... Y aunque hubo desviaciones de estos puntos de vista..., probablemente sea correcto decir que tales prácticas. ... estaban menos proscritos en la antigüedad La mayoría de los historiadores de la moral occidental están de acuerdo en que el surgimiento del ... cristianismo contribuyó en gran medida al sentimiento general de que la vida humana es valiosa y digna de respeto.
Stauch, M. y Wheat, Kay

W.E.H.Lecky da el relato, ahora clásico, de la santidad de la vida humana en su historia de la moral europea diciendo que el cristianismo "formó un nuevo estándar, más alto que cualquiera que existiera entonces en el mundo...". El ético cristiano David P. Gushee dice: "Las enseñanzas de justicia de Jesús están estrechamente relacionadas con un compromiso con la santidad de la vida...". John Keown, profesor de ética cristiana, distingue esta doctrina de la santidad de la vida de "un enfoque de calidad de vida, que reconoce solo el valor instrumental en la vida humana, y un enfoque vitalista, que considera la vida como un valor moral absoluto....[Kewon dice que es el] enfoque de la santidad de la vida... que incorpora una presunción a favor de preservar la vida, pero concede que hay circunstancias en las que la vida no debe ser preservada a toda costa", y es esto lo que proporciona la sólida base para la ley sobre cuestiones relacionadas con el final de la vida.

#### Primeros puntos de vista legales de las mujeres
Roma tenía un sistema de castas sociales, en el que las mujeres "no tenían independencia legal ni propiedad independiente". El cristianismo primitivo, como explica Plinio el Joven en sus cartas al emperador Trajano, tenía gente de "todas las edades y rangos y de ambos sexos". Plinio informa que arrestó a dos esclavas que afirmaban ser diaconisas en la primera década del siglo II. Había un rito para la ordenación de mujeres diaconisas en el Romano Pontificio (un libro litúrgico) hasta el siglo XII. Para las mujeres diaconisas, el rito más antiguo de Occidente proviene de un libro del siglo VIII, mientras que los ritos orientales se remontan al siglo III y hay más de ellos.
El Nuevo Testamento se refiere a un número de mujeres en el círculo más íntimo de Jesús. Hay varios relatos evangélicos de Jesús impartiendo enseñanzas importantes para y sobre las mujeres: su encuentro con la mujer samaritana en el pozo, su unción por María de Betania, su admiración pública por una viuda pobre que donó dos monedas de cobre al Templo de Jerusalén, su paso en ayuda de la mujer acusada de adulterio, su amistad con María y Marta, las hermanas de Lázaro, y la presencia de María Magdalena, su madre, y las otras mujeres cuando fue crucificado. El historiador Geoffrey Blainey concluye que "como la posición de las mujeres no era alta en Palestina, las bondades de Jesús hacia ellas no siempre fueron aprobadas por quienes mantenían estrictamente la tradición".
Según el apologista cristiano Tim Keller, era común en el mundo grecorromano exponer a las niñas debido al bajo estatus de la mujer en la sociedad. La iglesia prohibió a sus miembros hacerlo. La sociedad grecorromana no veía ningún valor en una mujer soltera y, por lo tanto, era ilegal que una viuda pasara más de dos años sin volver a casarse. El cristianismo no obligaba a las viudas a casarse y las apoyaba económicamente. Las viudas paganas perdieron todo el control de la propiedad de su esposo cuando se volvieron a casar, pero la iglesia permitió que las viudas mantuvieran la propiedad de su difunto esposo. Los cristianos no creían en la cohabitación. Si un hombre cristiano quería vivir con una mujer, la iglesia requería el matrimonio, y esto le daba a la mujer derechos legales y mucha más seguridad. Finalmente, se prohibió el doble rasero pagano de permitir que los hombres casados tuvieran relaciones sexuales extramatrimoniales y amantes. Las enseñanzas de Jesús sobre el divorcio y la defensa de la monogamia por parte de Pablo iniciaron el proceso de elevar el estatus de la mujer para que las mujeres cristianas tendieran a disfrutar de mayor seguridad e igualdad que las mujeres de las culturas circundantes.

#### Leyes que afectan a los niños
En el mundo antiguo, el infanticidio no era legal, pero rara vez se procesaba. Popularmente se hizo una amplia distinción entre infanticidio y exposición infantil, que se practicaba ampliamente. Muchos niños expuestos murieron, pero muchos fueron secuestrados por especuladores que los criaron para ser esclavos o prostitutos. No es posible determinar, con algún grado de precisión, qué disminución del infanticidio resultó de los esfuerzos legales en su contra en el imperio romano. "Sin embargo, se puede afirmar con seguridad que la publicidad del comercio de niños expuestos se hizo imposible bajo la influencia del cristianismo, y que el sentido de la gravedad del crimen aumentó considerablemente".: 31, 32 

#### Estatus legal bajo Constantino
El Edicto de Milán del emperador Constantino en el año 313 d. C. puso fin a la persecución estatal de los cristianos en Oriente, y su propia conversión al cristianismo fue un punto de inflexión significativo en la historia. En 312 d. C., Constantino ofreció tolerancia cívica a los cristianos y durante su reinado, instigó leyes y políticas acordes con los principios cristianos. – hacer del domingo el "día de descanso" del sábado para la sociedad romana (aunque inicialmente esto era solo para los habitantes urbanos) y embarcarse en un programa de construcción de iglesias. En el año 325 d. C., Constantino confirió el Primer Concilio de Nicea para lograr el consenso y la unidad dentro del cristianismo, con miras a establecerlo como la religión del Imperio. La población y la riqueza del Imperio Romano se habían desplazado hacia el este, y alrededor del año 330, Constantino estableció la ciudad de Constantinopla como una nueva ciudad imperial que sería la capital del Imperio Romano de Oriente. El patriarca oriental en Constantinopla ahora llegó a rivalizar con el Papa en Roma. Aunque la continuidad cultural y el intercambio continuarían entre estos imperios romanos orientales y occidentales, la historia del cristianismo y la cultura occidental tomaron rutas divergentes, con un gran cisma final que separó el cristianismo romano y oriental en 1054 d. C.

#### Influencia política delsigloIVy leyes contra los paganos.
Durante el siglo IV, la escritura y la teología cristianas florecieron en una "Edad de Oro" de actividad literaria y académica sin precedentes desde los días de Virgilio y Horacio. Muchas de estas obras siguen siendo influyentes en la política, el derecho, la ética y otros campos. Un nuevo género de literatura también nació en el siglo IV: la historia de la iglesia.

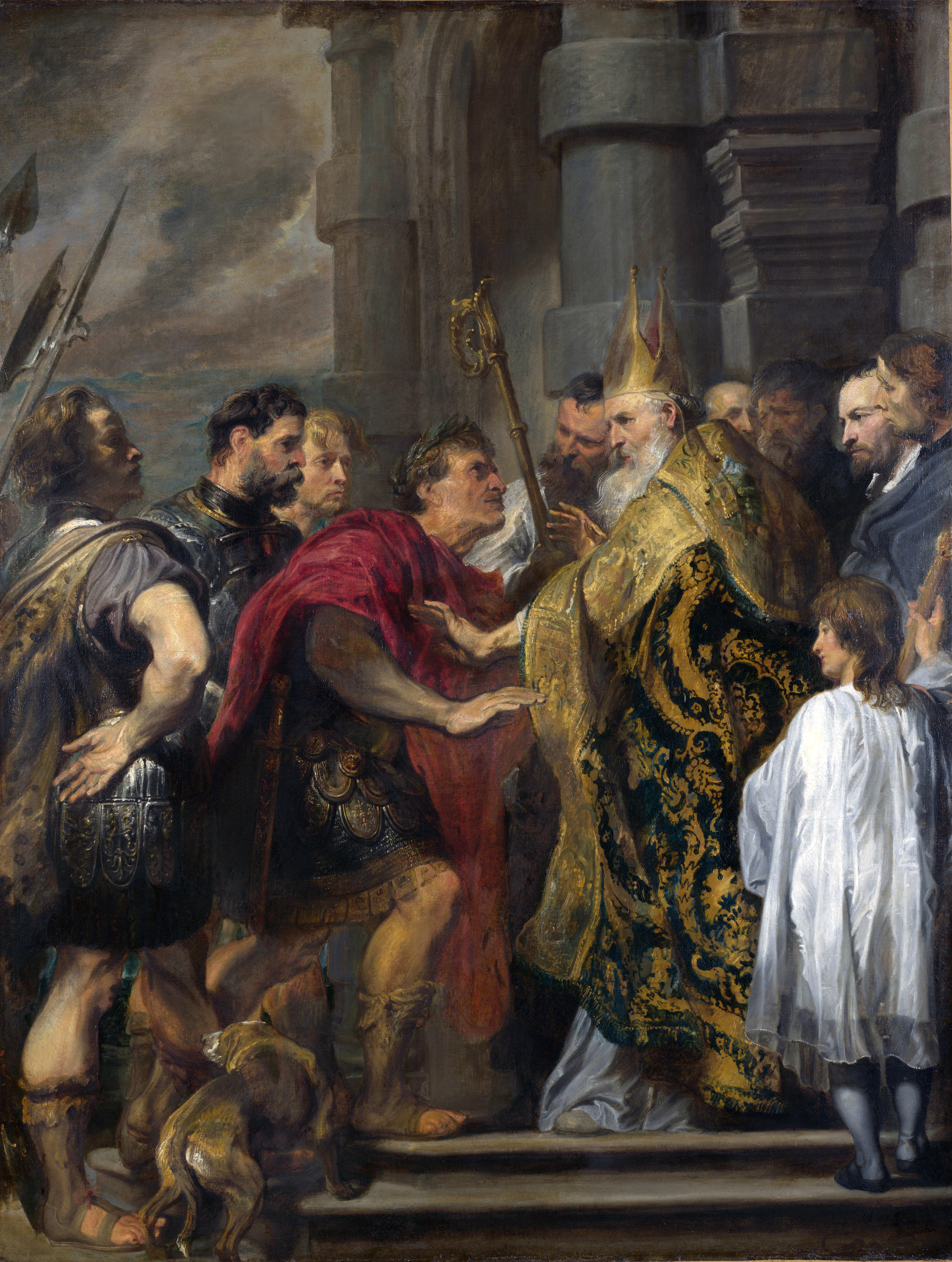
San Ambrosio y el emperador Teodosio, Anthony van Dyck.

La notable transformación del cristianismo de una secta periférica a una fuerza importante dentro del Imperio a menudo se considera resultado de la influencia ejercida por San Ambrosio, el obispo de Milán, pero esto es poco probable. : 60, 63, 131 En abril de 390, el emperador Teodosio I ordenó la masacre punitiva de miles de ciudadanos de Tesalónica. En una carta privada de Ambrose a Theodosius, en algún momento de agosto después de este evento, Ambrose le dijo a Theodosius que no se le puede dar la comunión mientras Theodosius no se arrepienta de este terrible acto. : 12  Wolf Liebeschuetz dice que los registros muestran que "Teodosio cumplió debidamente y fue a la iglesia humildemente, sin su túnica imperial, hasta Navidad, cuando Ambrosio lo readmitió abiertamente a la comunión". : 262 
McLynn afirma que "el encuentro en la puerta de la iglesia se conoce desde hace mucho tiempo como una ficción piadosa".: 291 Daniel Washburn explica que la imagen del prelado mitrado arriostrado en la puerta de la catedral de Milán impidiendo la entrada a Teodosio es producto de la imaginación de Teodoreto, un historiador del siglo V que escribió sobre los hechos del año 390 "utilizando su propia ideología para llenar los vacíos en el registro histórico". : 215 Según Peter Brown, estos eventos se refieren a la piedad personal; no representan un punto de inflexión en la historia con el estado sometiéndose a la Iglesia. : 111  : 63, 64 
De acuerdo con la literatura cristiana del siglo cuarto, el paganismo terminó a principios o mediados del siglo quinto con todos convertidos o acobardados.: 633, 640 La arqueología contemporánea, por el contrario, indica que esto no es así; el paganismo continuó en todo el imperio, y el final del paganismo varió de un lugar a otro. : 54 La violencia, como la destrucción de templos está atestiguada en algunos lugares, generalmente en pequeñas cantidades, y no se distribuye por igual en todo el imperio. En la mayoría de las regiones alejadas de la corte imperial con mayor frecuencia, el fin del paganismo fue gradual y no traumático. : 156, 221  : 5, 7, 41 
Teodosio reinó, aunque por un breve intervalo, como el último emperador de un Imperio Romano unido. Entre los años 389 y 391, Teodosio promulgó los Decretos de Teodosio, una colección de leyes de la época de Constantino que incluía leyes contra herejes y paganos. En el 391, Teodosio bloqueó la restauración del Altar pagano de la Victoria al Senado romano y luego luchó contra Eugenio, quien buscó el apoyo pagano para su propia candidatura al trono imperial. Brown dice que el lenguaje de los Decretos de Teodosio es "uniformemente vehemente y las sentencias son duras y con frecuencia horribles". Es posible que hayan proporcionado una base para leyes similares en la Alta Edad Media.: 638 Sin embargo, en la antigüedad, estas leyes no se aplicaban mucho y Brown agrega que, "En la mayoría de las áreas, los politeístas no fueron molestados, aparte de algunos incidentes desagradables de violencia local, las comunidades judías también disfrutaron de un siglo de estable, incluso privilegiado, existencia.". : 643 Los eruditos contemporáneos indican que los paganos no fueron eliminados ni convertidos por completo durante el siglo V, como afirman las fuentes cristianas. Los paganos permanecieron durante los siglos IV y V en números suficiente para preservar un amplio espectro de prácticas paganas hasta el siglo VI e incluso más allá en algunos lugares.: 19 

#### El impacto político y legal de la caída de Roma
La burocracia central de la Roma imperial permaneció en Roma en el siglo VI, pero fue reemplazada en el resto del imperio por la organización tribal alemana y la iglesia.: 67 Después de la caída de Roma (476), la mayor parte de Occidente volvió a una forma de vida agraria de subsistencia. La poca seguridad que había en este mundo la proporcionaba en gran medida la iglesia cristiana. El papado sirvió como fuente de autoridad y continuidad en este momento crítico. En ausencia de un magister militum viviendo en Roma, incluso el control de los asuntos militares recayó en el Papa.

### El papel del cristianismo en la política y el derecho en el período medieval
El historiador Geoffrey Blainey comparó la Iglesia Católica en sus actividades durante la Edad Media con una versión temprana de un estado de bienestar: "Dirigía hospitales para los ancianos y orfanatos para los jóvenes; hospicios para los enfermos de todas las edades; lugares para los leprosos; y albergues o posadas donde los peregrinos podían comprar alojamiento y comida baratos". Suministró alimentos a la población durante la hambruna y distribuyó alimentos a los pobres. La iglesia financió este sistema de bienestar mediante la recaudación de impuestos a gran escala y la posesión de grandes tierras de cultivo y propiedades. El derecho canónico de la Iglesia Católica (en latín: jus canonicum) es el sistema de leyes y principios legales hechos y aplicados por las autoridades jerárquicas de la Iglesia para regular su organización externa y gobierno y para ordenar y dirigir las actividades de los católicos hacia la misión de la Iglesia. Fue el primer sistema legal occidental moderno y es el sistema legal en funcionamiento continuo más antiguo de Occidente, anterior a las tradiciones del derecho consuetudinario europeo y del derecho civil.

#### La Regla de Benito como base legal en la Edad Media
El período entre la caída de Roma (476 d. C.) y el surgimiento de los francos carolingios (750 d. C.) a menudo se denomina "Edad Oscura", sin embargo, también podría designarse como la "Edad del Monje". Esta era tuvo un impacto duradero en la política y la ley a través de estetas cristianos como San Benito (480–543), quien prometió una vida de castidad, obediencia y pobreza; después de una rigurosa formación intelectual y de la abnegación, los benedictinos vivieron la "Regla de Benito": trabajar y orar. Esta "Regla" se convirtió en la base de la mayoría de los miles de monasterios que se extienden por lo que es la Europa moderna; "... ciertamente no habrá objeción en reconocer que la Regla de San Benito ha sido uno de los grandes hechos en la historia de Europa occidental, y que su influencia y efectos están con nosotros hasta el día de hoy". : intro. 

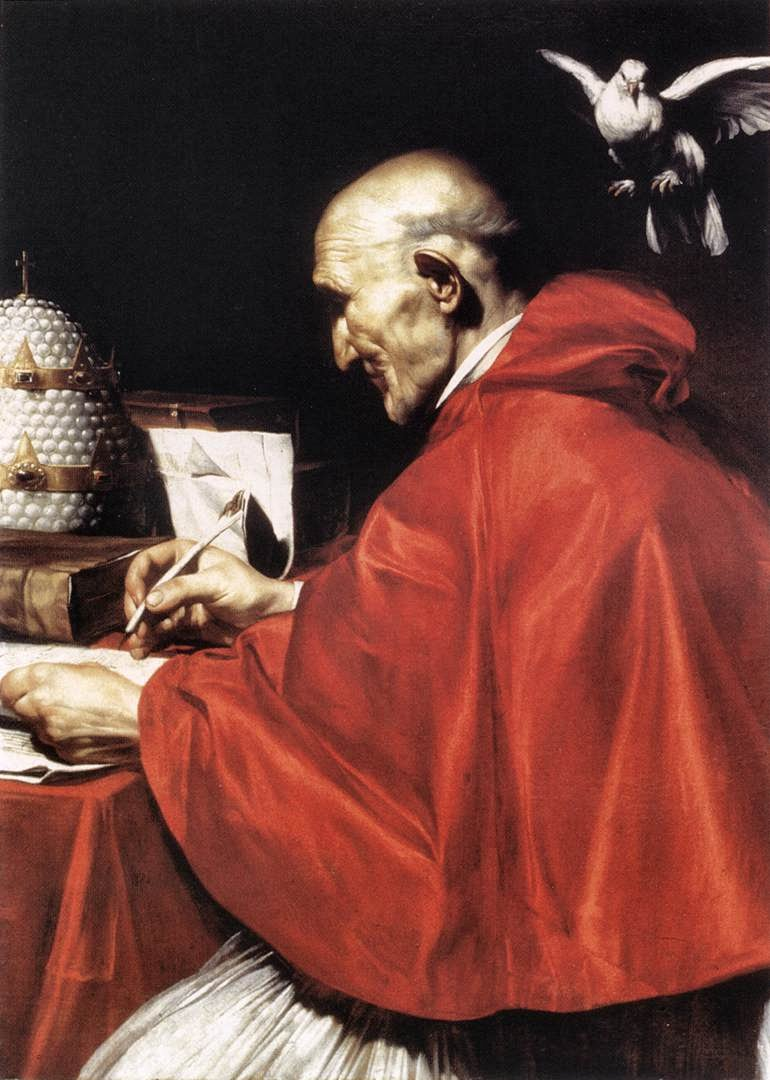
El Papa Gregorio Magno (c540–604) que estableció temas medievales en la Iglesia, en una pintura de Carlo Saraceni, c. 1610, Roma.

Los monasterios eran modelos de productividad e ingenio económico que enseñaban a sus comunidades locales la cría de animales, la elaboración de queso, la elaboración de vino y varias otras habilidades. Eran refugios para los pobres, hospitales, hospicios para moribundos y escuelas. La práctica médica fue muy importante en los monasterios medievales, y son más conocidos por sus contribuciones a la tradición médica. También hicieron avances en ciencias como la astronomía. Durante siglos, casi todos los líderes seculares fueron formados por monjes porque, a excepción de los tutores privados que todavía eran, a menudo, monjes, era la única educación disponible.
La formación de estos cuerpos organizados de creyentes distintos de la autoridad política y familiar, especialmente para las mujeres, forjaron gradualmente una serie de espacios sociales con cierta independencia revolucionando así la historia social.
Gregorio el Grande (c 540–604) administró la iglesia con una reforma estricta. Abogado, administrador y monje romano de formación, representa el cambio de la perspectiva clásica a la medieval y fue el padre de muchas de las estructuras de la Iglesia católica posterior. Según la Enciclopedia Católica, consideraba que la Iglesia y el Estado cooperaban para formar un todo unido, que actuaba en dos esferas distintas, eclesiástica y secular, pero en el momento de su muerte, el papado era el gran poder en Italia: Gregorio fue uno de los pocos soberanos llamados Grandes por consentimiento universal. Es conocido por enviar la primera misión a gran escala registrada desde Roma para convertir a los entonces paganos anglosajones en Inglaterra, por sus muchos escritos, sus habilidades administrativas y su enfoque en el bienestar de la gente. También luchó contra la herejía arriana y los donatistas, pacificó a los godos, dejó un famoso ejemplo de penitencia por un crimen, revisó la liturgia e influyó en la música a través del desarrollo de cantos antifonales.

El Papa Gregorio Magno se convirtió en Italia en un poder más fuerte que el emperador o el exarca, y estableció una influencia política que dominó la península durante siglos. A partir de ese momento, las diversas poblaciones de Italia buscaron la guía del Papa, y Roma, como capital papal, continuó siendo el centro del mundo cristiano.

#### Carlomagno transformó la ley y fundó el feudalismo en la Alta Edad Media

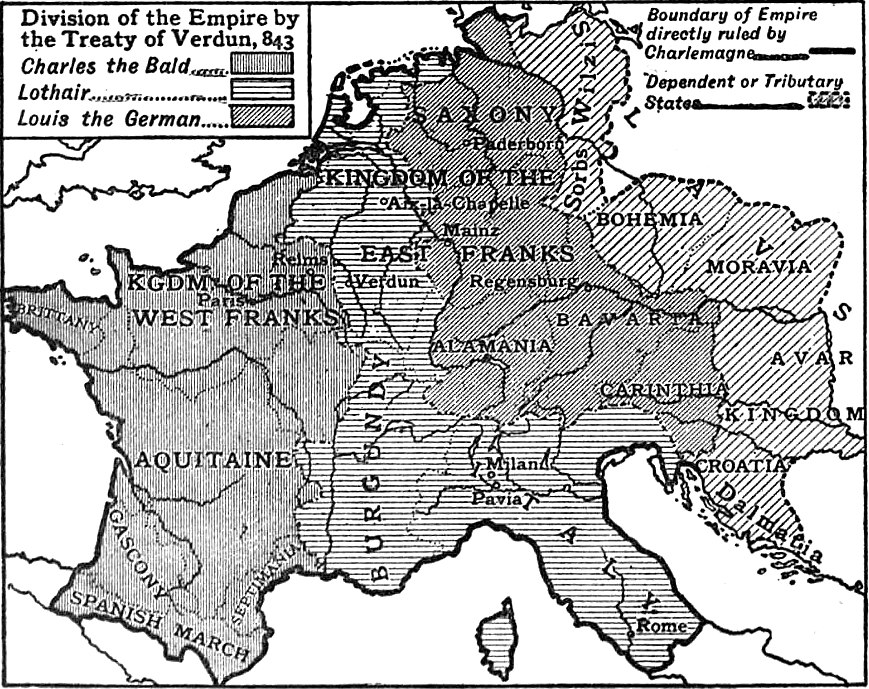
EB1911 Europa – Imperio de Carlomagno en su mayor extensión

Carlomagno ("Carlos el Grande" en inglés) se convirtió en rey de los francos en 768. Conquistó los Países Bajos, Sajonia y el norte y centro de Italia, y en el año 800, el Papa León III coronó a Carlomagno Emperador del Sacro Imperio Romano Germánico. A veces llamado el "Padre de Europa" y el fundador del feudalismo, Carlomagno instituyó la reforma política y judicial y lideró lo que a veces se conoce como el Renacimiento temprano o el Renacimiento cristiano. Johannes Fried escribe que Carlomagno dejó una huella tan profunda en su época que aún quedan rastros de ella. Promovió la educación y la alfabetización y subvencionó las escuelas, trabajó en la protección de los pobres promulgando reformas económicas y monetarias; estos, junto con las reformas legales y judiciales, crearon un reino más legal y próspero. Esto ayudó a formar un grupo de caudillos de mentalidad independiente en un imperio bien administrado, con una tradición de trabajar con el Papa, que se convirtió en el precursor de la nación de Francia. Fried dice: "fue el primer rey y emperador en promulgar seriamente el principio legal según el cual el Papa estaba fuera del alcance de toda justicia humana, una decisión que tendría importantes ramificaciones en el futuro".: 12 

#### El derecho consuetudinario moderno, la persecución y la secularización comenzaron en la Alta Edad Media

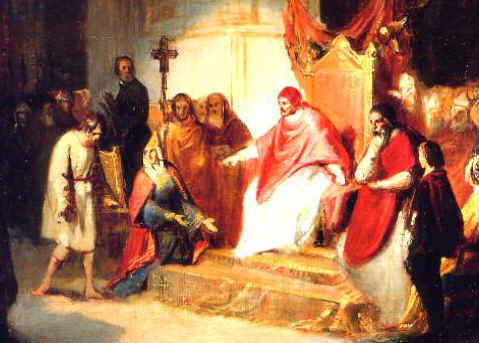
Enrique IV y el Papa Gregorio VII en Canossa 1077, representado por Carlo Emanuelle

A fines del siglo XI, comenzando con los esfuerzos del Papa Gregorio VII, la Iglesia se estableció con éxito como "una entidad legal y política autónoma ... [entidad] dentro de la cristiandad occidental". : 23 Durante los siguientes trescientos años, la Iglesia ejerció una gran influencia sobre la sociedad occidental; : 23 las leyes de la iglesia eran la única "ley universal... común a las jurisdicciones y pueblos de toda Europa".: 30 Con su propio sistema judicial, la Iglesia retuvo la jurisdicción sobre muchos aspectos de la vida ordinaria, incluida la educación, la herencia, las promesas orales, los juramentos, los delitos morales y el matrimonio. : 31 Como una de las instituciones más poderosas de la Edad Media, las actitudes de la Iglesia se reflejaron en muchas leyes seculares de la época. : 1 La Iglesia Católica era muy poderosa, esencialmente internacionalista y democrática en sus estructuras, con sus muchas ramas dirigidas por las diferentes organizaciones monásticas, cada una con su propia teología distinta y a menudo, en desacuerdo con las demás. : 311, 312 : 396 
Los hombres de inclinación académica por lo general tomaban las Órdenes Sagradas y con frecuencia se unían a institutos religiosos. Aquellos con habilidades intelectuales, administrativas o diplomáticas podrían avanzar más allá de las restricciones habituales de la sociedad. Los eclesiásticos líderes de tierras lejanas fueron aceptados en los obispados locales, vinculando el pensamiento europeo a través de grandes distancias. Complejos como la Abadía de Cluny se convirtieron en centros vibrantes con dependencias repartidas por toda Europa. La gente común también recorrió grandes distancias en peregrinaciones para expresar su piedad y orar en el sitio de las reliquias sagradas.

En el crucial siglo XII (1100), Europa comenzó a sentar las bases para su transformación gradual de lo medieval a lo moderno. : 154 Los señores feudales perdieron poder lentamente ante los reyes feudales a medida que los reyes comenzaron a centralizar el poder en ellos mismos y en su estado-nación. Los reyes construyeron sus propios ejércitos en lugar de depender de sus vasallos, tomando así el poder de la nobleza. El 'estado' se hizo cargo de las prácticas legales que tradicionalmente habían pertenecido a los nobles locales ya los funcionarios de la iglesia local; y comenzaron a apuntar a las minorías.: 4, 5 : 209 Según RI Moore y otros académicos contemporáneos, "el crecimiento del poder secular y la búsqueda de intereses seculares constituyeron el contexto esencial de los desarrollos que llevaron a una sociedad perseguidora". : 4, 5  : 8–10  : 224 : xviii Esto ha tenido un impacto permanente en la política y el derecho de múltiples formas: a través de una nueva retórica de exclusión que legitimaba la persecución a partir de nuevas actitudes de estereotipación, estigmatización e incluso demonización de los acusados; por la creación de nuevas leyes civiles que incluían permitir al estado ser el acusado y presentar cargos en su propio nombre; la invención de las fuerzas policiales como el brazo de aplicación del estado; la invención de un impuesto general, monedas de oro y una banca moderna para pagarlo todo; y las inquisiciones, que eran un nuevo procedimiento legal que permitía al juez investigar de oficio sin necesidad de que una víctima (que no fuera el Estado) presentara cargos. : 4, 90–100, 146, 149, 154 : 97–111 
"El carácter excepcional de la persecución en el occidente latino desde el siglo XII no ha residido en la escala o el salvajismo de persecuciones particulares... sino en su capacidad de crecimiento sostenido a largo plazo. Los patrones, procedimientos y retórica de la persecución, que fueron establecidos en el siglo XII, le han dado el poder de autogeneración y autorrenovación infinita e indefinida.”  : vi, 155 
Eventualmente, esto conduciría al desarrollo entre los primeros protestantes de la convicción de que los conceptos de tolerancia religiosa y separación de iglesia y estado eran esenciales. : 3 

##### Derecho canónico, el valor del debate y el derecho natural desde las universidades medievales
El cristianismo en la Alta Edad Media tuvo un impacto duradero en la política y el derecho a través de las universidades recién establecidas. El derecho canónico surgió de la teología y se desarrolló de forma independiente allí. : 255 Para el año 1200, tanto el derecho civil como el canónico se habían convertido en un aspecto importante de la cultura eclesiástica, dominando el pensamiento cristiano. : 382 La mayoría de los obispos y papas de este período eran abogados capacitados en lugar de teólogos, y gran parte del pensamiento cristiano de esta época se convirtió en poco más que una extensión de la ley. En la Alta Edad Media, la religión que había comenzado condenando el poder de la ley (Romanos 7:1) desarrolló la ley religiosa más compleja que el mundo jamás haya visto. : 382 El derecho canónico se convirtió en un campo fértil para aquellos que abogaban por un fuerte poder papal, : 260 y Brian Downing dice que un imperio centrado en la iglesia casi se hizo realidad en esta era. : 35 Sin embargo, Downing dice que el estado de derecho, establecido en la Edad Media, es una de las razones por las que Europa finalmente desarrolló la democracia. : 4 
Las universidades medievales no eran instituciones seculares, pero ellas, y algunas órdenes religiosas, se fundaron con respeto por el diálogo y el debate, creyendo que la buena comprensión se lograba al ver algo desde múltiples lados. Por ello, incorporaron la disputa razonada en su sistema de estudios. : xxxiii En consecuencia, las universidades llevarían a cabo lo que se llamó un quadlibettal donde un 'maestro' plantearía una pregunta, los estudiantes proporcionarían argumentos y esos argumentos serían evaluados y argumentados. Brian Law dice: "Literalmente cualquiera podía asistir, maestros y eruditos de otras escuelas, todo tipo de eclesiásticos y prelados e incluso autoridades civiles, todos los 'intelectuales' de la época, que siempre se sintieron atraídos por escaramuzas de este tipo, y todos de quien tenía derecho a formular preguntas y oponer argumentos”. : xxv En una especie de atmósfera de 'reunión en el ayuntamiento', cualquier persona (un quolibet) podía hacer preguntas verbalmente sobre literalmente cualquier cosa (de quolibet). : xxv 
Tomás de Aquino fue maestro en la Universidad de París, dos veces, y ocupó quodlibetals. Tomás de Aquino interpretó a Aristóteles sobre la ley natural. Alexander Passerin d'Entreves escribe que la ley natural ha sido atacada durante un siglo y medio, pero sigue siendo un aspecto de la filosofía jurídica ya que gran parte de la teoría de los derechos humanos se basa en ella. Tomás de Aquino enseñó que el liderazgo justo debe trabajar para el "bien común". Define una ley como "una ordenanza de la razón" y que no puede ser simplemente la voluntad del legislador y ser buena ley. Tomás de Aquino dice que el objetivo principal de la ley es que "el bien debe hacerse y perseguirse y el mal evitarse".

###### Derecho natural y derechos humanos
"El fundamento filosófico del concepto liberal de los derechos humanos se puede encontrar en las teorías de la ley natural", y gran parte del pensamiento sobre la ley natural se remonta al pensamiento del fraile dominico Tomás de Aquino. Tomás de Aquino sigue influyendo en las obras de destacados filósofos políticos y jurídicos.
Según Tomás de Aquino, toda ley se deriva en última instancia de lo que él llama la 'ley eterna': el ordenamiento de Dios de todas las cosas creadas. Para Tomás de Aquino, una acción humana es buena o mala según se ajuste a la razón, y es esta participación en la 'ley eterna' por parte de la 'criatura racional' lo que se llama 'ley natural'. Tomás de Aquino dijo que la ley natural es un principio fundamental que está entretejido en el tejido de la naturaleza humana. Los secularistas, como Hugo Grotius, más tarde ampliaron la idea de los derechos humanos y se basaron en ella.
"...uno no puede ni necesita negar que los Derechos Humanos son de origen occidental. No se puede negar, porque se basan moralmente en la tradición judeocristiana y la filosofía greco-romana; fueron codificados en Occidente durante muchos siglos, han asegurado una posición establecida en las declaraciones nacionales de las democracias occidentales y han sido consagrados en las constituciones de esas democracias".
Howard Tumber dice que "los derechos humanos no son una doctrina universal, sino que son descendientes de una religión en particular (el cristianismo)". Esto no sugiere que el cristianismo haya sido superior en su práctica o que no haya tenido "su parte de abusos contra los derechos humanos".
David Gushee dice que el cristianismo tiene un "legado trágicamente mixto" cuando se trata de la aplicación de su propia ética. Examina tres casos de "cristiandad dividida contra sí misma": las cruzadas y el intento de San Francisco de hacer la paz con los musulmanes; los conquistadores españoles y la matanza de los pueblos indígenas y las protestas en su contra; y la persecución y protección intermitente de los judíos.
Charles Malik, un académico, diplomático, filósofo y teólogo libanés fue responsable de la redacción y adopción de la Declaración Universal de los Derechos Humanos de 1948.

##### Renacimiento del derecho romano en la Inquisición medieval
Según Jennifer Deane, la etiqueta Inquisición implica "una coherencia institucional y una unidad oficial que nunca existió en la Edad Media". : 6 Las Inquisiciones medievales fueron en realidad una serie de inquisiciones separadas que comenzaron alrededor de 1184 y duraron hasta la década de 1230 en respuesta a los disidentes acusados de herejía, mientras que la Inquisición papal (1230-1302) se creó para restaurar el orden interrumpido por la violencia de las turbas contra herejes. La herejía era un problema religioso, político y social. : 108, 109 Como tal, "los primeros indicios de violencia contra los disidentes solían ser el resultado del resentimiento popular". : 189 Esto condujo a una ruptura del orden social. : 108, 109 En el Bajo Imperio Romano se había desarrollado un sistema inquisitivo de justicia, y ese es el sistema que fue revivido en la Edad Media. Utilizaba un panel combinado de representantes civiles y eclesiásticos con un obispo, su representante o un juez local, como inquisidor. Esencialmente, la iglesia reintrodujo la ley romana en Europa (en la forma de la Inquisición) cuando parecía que la ley germánica había fracasado. "La Inquisición [medieval] no fue una organización ideada arbitrariamente e impuesta sobre el sistema judicial por la ambición o el fanatismo de la iglesia. Fue más bien una evolución natural —casi se podría decir inevitable— de las fuerzas que actuaron en el siglo XIII".

##### La invención de la Guerra Santa, la caballería y las raíces de la tolerancia moderna
En 1095, el Papa Urbano II convocó una cruzada para recuperar Tierra Santa del dominio musulmán. Hugh S. Pyper dice que "la importancia de la ciudad [de Jerusalén] se refleja en el hecho de que los primeros mapas medievales colocan [a Jerusalén] en el centro del mundo". : 338 
"Para el siglo XI, los turcos selyúcidas habían conquistado [las tres cuartas partes del mundo cristiano]. Las posesiones del antiguo Imperio Romano de Oriente, conocido por los historiadores modernos como el Imperio Bizantino, se redujeron a poco más que Grecia. Desesperado, el emperador de Constantinopla envió un mensaje a los cristianos de Europa occidental pidiéndoles que ayudaran a sus hermanos y hermanas de Oriente".
Este fue el ímpetu de la primera cruzada, sin embargo, el "Coloso del mundo medieval era el Islam, no la cristiandad" y, a pesar del éxito inicial, estos conflictos, que duraron cuatro siglos, finalmente terminaron en un fracaso para la cristiandad occidental.
En la época de la Primera Cruzada no había un concepto claro de lo que era una cruzada más allá de una peregrinación. : 32 Riley-Smith dice que las cruzadas fueron producto tanto de la renovada espiritualidad de la Edad Media central como de las circunstancias políticas. : 177 Los principales eclesiásticos de esta época presentaron el concepto del amor cristiano a los fieles como la razón para tomar las armas. : 177 El pueblo tenía la preocupación de vivir la vita apostolica y expresar los ideales cristianos en obras activas de caridad, ejemplificadas por los nuevos hospitales, la labor pastoral de los agustinos y premonstratenses y el servicio de los frailes. Riley-Smith concluye: "La caridad de San Francisco ahora puede atraernos más que la de los cruzados, pero ambas surgieron de las mismas raíces".: 180, 190–2 Constable agrega que aquellos "eruditos que ven las cruzadas como el comienzo del colonialismo y expansionismo europeo habrían sorprendido a la gente en ese momento. [Los cruzados] no habrían negado algunos aspectos egoístas... pero el énfasis predominante estaba en la defensa y recuperación de tierras que una vez habían sido cristianas y en el autosacrificio, en lugar del egoísmo, de los participantes". : 15 Riley-Smith también dice que los estudiosos se están alejando de la idea de que las cruzadas tenían una motivación material.
Ideas como la guerra santa y la caballería cristiana, tanto en el pensamiento como en la cultura, continuaron evolucionando gradualmente desde el siglo XI hasta el XIII. : 184, 185, 210 Esto se puede rastrear en expresiones de leyes, tradiciones, cuentos, profecías y narraciones históricas, en cartas, bulas y poemas escritos durante el período de las cruzadas. : 715–737 
Según el profesor de ciencias políticas Andrew R. Murphy, los conceptos de tolerancia e intolerancia no fueron puntos de partida para pensar sobre las relaciones de ninguno de los diversos grupos involucrados o afectados por las cruzadas. : xii–xvii En cambio, los conceptos de tolerancia comenzaron a crecer durante las cruzadas a partir de los esfuerzos por definir los límites legales y la naturaleza de la coexistencia. : xii Eventualmente, esto ayudaría a sentar las bases de la convicción entre los primeros protestantes de que era necesario ser pioneros en el concepto de tolerancia religiosa. : 3 

#### Decadencia moral y aumento del poder político de la iglesia en la Baja Edad Media
Durante el "calamitoso" siglo XIV con su plaga, hambruna y guerras, la gente se sumió en la confusión y la desesperación. Desde su pináculo de poder en el año 1200, la iglesia entró en un período de decadencia, conflicto interno y corrupción.: 209–214 Según Walter Ullmann, la iglesia perdió "el liderazgo moral, espiritual y autoritario que había construido en Europa a lo largo de siglos de trabajo minucioso, consistente, detallado y dinámico con visión de futuro... El papado ahora se vio obligado a seguir políticas que, en esencia, tenían como objetivo el apaciguamiento y ya no eran directivas, orientadoras y determinantes". : 184 
Según Matthews y DeWitt, "los papas del siglo XIV a mediados del siglo XV dirigieron su interés a las artes y las humanidades en lugar de a cuestiones morales y espirituales apremiantes. Además, estaban vitalmente preocupados por las trampas del poder político. Se sumergieron en la política italiana... gobernando como príncipes seculares en sus tierras papales. Sus intereses mundanos y maniobras políticas descaradas solo intensificaron la creciente desaprobación del papado y proporcionaron a los críticos de la iglesia más ejemplos de la corrupción y el declive de la institución".: 248 A medida que la Iglesia se hizo más poderosa, rica y corrupta, muchos buscaron reformas. Se fundaron la orden dominicana y la franciscana, que enfatizaban la pobreza y la espiritualidad, y se desarrolló el concepto de piedad laical —la Devotio moderna o la nueva devoción— que trabajaba hacia el ideal de una sociedad piadosa de personas ordinarias no ordenadas y, en última instancia, para la Reforma y el desarrollo de conceptos modernos de tolerancia y libertad religiosa. : 248–250 

##### El poder político de las mujeres subió y cayó
En el Pontificio Romano del siglo XIII, se eliminó la oración para ordenar mujeres como diáconos, y la ordenación se redefinió y se aplicó solo a los sacerdotes varones.
La mujer como bruja se convirtió en un estereotipo en el 1400 hasta que fue codificado en 1487 por el Papa Inocencio VIII que declaró "la mayoría de las brujas son mujeres". "El estereotipo de bruja europeo encarna dos aparentes paradojas: en primer lugar, no fue producido por la barbarie de la Edad Oscura, sino durante el Renacimiento progresivo y el período moderno temprano; en segundo lugar, el cristianismo occidental no reconoció la realidad de las brujas durante siglos, ni las criminalizó hasta alrededor del 1400." El sociólogo Don Swenson dice que la explicación para esto puede radicar en la naturaleza de la sociedad medieval como acenturocrática que llevó a la violencia y el uso de la coacción para forzar la conformidad. "Ha habido mucho debate... en cuanto a cuántas mujeres fueron ejecutadas... [las estimaciones varían enormemente, pero las cifras] pequeños y grandes números hacen poco para retratar el horror y el deshonor infligido a estas mujeres. Este tratamiento ofrece dramático contraste con el respeto que se da a las mujeres durante la era temprana del cristianismo y en la Europa temprana..."
Las mujeres estaban en muchos aspectos excluidas de la vida política y mercantil; sin embargo, algunas mujeres de la iglesia fueron excepciones. Las abadesas medievales y las madres superioras de las casas monásticas eran figuras poderosas cuya influencia podía rivalizar con la de los obispos y abades masculinos: "Trataban con reyes, obispos y los más grandes señores en términos de perfecta igualdad;... estuvieron presentes en todas las grandes solemnidades religiosas y nacionales, en la dedicación de iglesias, e incluso, como las reinas, tomaron parte en la deliberación de las asambleas nacionales...". La creciente popularidad de la devoción a la Virgen María aseguró la virtud maternal como tema cultural central de la Europa católica. Kenneth Clarke escribió que el 'Culto hacia la Virgen' a principios del siglo XII "había enseñado a un pueblo de bárbaros duros y despiadados las virtudes de la ternura y la compasión".

##### Los Papas políticos
En el año 1054, después de siglos de relaciones tensas, se produjo el Gran Cisma por diferencias doctrinales, dividiendo el mundo cristiano entre la Iglesia católica, centrado en Roma y dominante en Occidente, y la Iglesia Ortodoxa Oriental, centrado en Constantinopla, capital del Imperio Bizantino.